# 애풀거미
애풀거미(학명: Allagelena opulenta)는 거미목 가게거미과 타래풀거미속에 속한 거미의 일종으로, 1878년 학계에 기재되었으며 본래 풀거미속에 속해 있었으나 별도의 속으로 재분류되었다. 한국·중국·일본·대만 등 동아시아 전역에 걸쳐 분포한다. 독성을 지니고 있으며 살충제에 사용되는 독소 아겔레닌을 제조할 때 사용된다.